# The Perils of Pauline (feuilleton)
Pour les articles homonymes, voir The Perils of Pauline.
Pour plus de détails, voir Fiche technique et Distribution.
The Perils of Pauline est un feuilleton américain pré-Code en douze épisodes réalisé par Ray Taylor, sorti en 1933.
C'est un remake sonore du serial du même titre sorti en 1914.

## Titres des épisodes
1. The Guns of Doom
2. The Typhoon of Terror
3. The Leopard Leaps
4. Trapped by the Enemy
5. The Flaming Tomb
6. Pursued by Savages
7. Tracked by the Enemy
8. Dangerous Depths
9. The Mummy Walks
10. The Night Attacks
11. Into the Flames
12. Confu's Sacred Secret

## Fiche technique
- Réalisation : Ray Taylor
- Scénario : Basil Dickey, Jack Foley, Ella O'Neill, George H. Plympton, d'après une histoire de Charles W. Goddard
- Producteur : Henry MacRae
- Photographie : Richard Fryer
- Montage : Saul A. Goodkind
- Genre : Aventure[1]
- Distributeur : Universal Pictures
- Durée : 12 chapitres[2] (231 minutes)
- Date de sortie :
  - États-Unis : 6 novembre 1933 (1er épisode)[3].

## Distribution
- Evalyn Knapp : Pauline Hargraves
- Robert Allen : Robert Warde

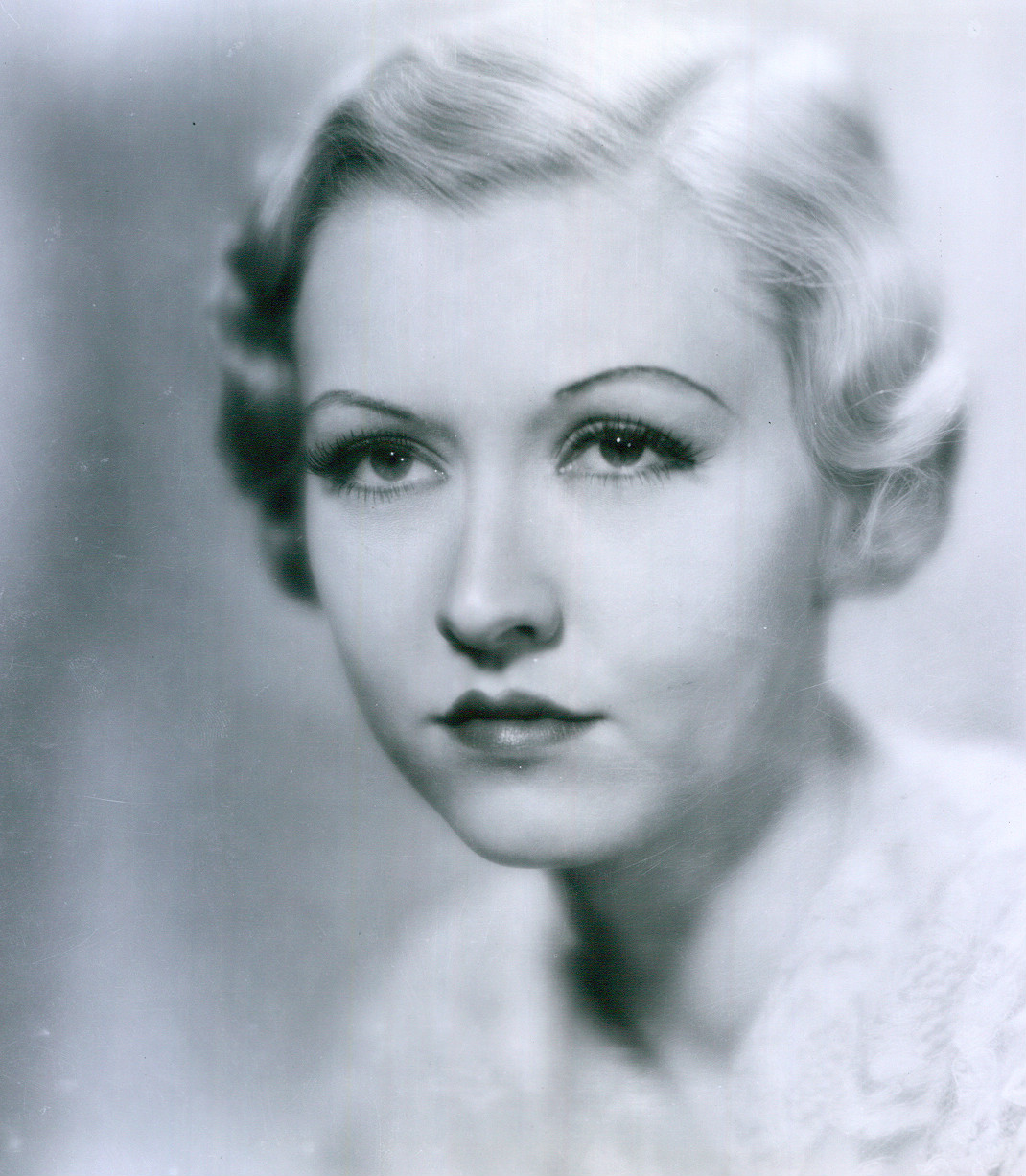
Evalyn Knapp l'année du film.

- William Desmond : Professeur Thompson (chapitres 9 à 12)
- James Durkin : Professeur Hargraves
- John Davidson : Docteur Bashan
- Sonny Ray : Willie Dodge
- Frank Lackteen (en) : Fang
- Patrick H. O'Malley Jr. : Tim Sullivan (chapitres 5 à 7)
- Adolph Muller : Captain Drake (chapitres 2 et 3)